# Selecció de bàsquet d'Espanya
La Selecció espanyola de bàsquet és l'equip format per jugadors de nacionalitat espanyola que representen la Federació Espanyola de Bàsquet (FEB) a les competicions internacionals organitzades per la Federació Internacional de Bàsquet (FIBA) i el Comitè Olímpic Internacional (COI): els Jocs Olímpics, el Campionat mundial de Bàsquet i l'Eurobàsquet, entre d'altres.

## Selecció masculina
La Selecció espanyola és, avui en dia, la segona millor selecció del món. Segons el rànquing que elabora la FIBA.
La selecció espanyola es va formar, com a equip nacional, en 1935, a fi de participar en el primer Campionat d'Europa de la història, el disputat a Ginebra l'estiu de 1935, i en el qual va assolir una històrica segona posició. El primer partit de la història de la selecció va ser un amistós disputat setmanes abans de l'Europeu, el 1935, en el qual es va enfrontar a la selecció de Portugal. L'èxit de l'Eurobasket va donar a la Selecció la possibilitat de participar en els Jocs Olímpics de Berlín de 1936, els primers en què va haver-hi competició de bàsquet. Espanya, subcampiona d'Europa, era una de les favorites a aconseguir medalla, però no va poder assistir als Jocs a causa de l'inici de la Guerra Civil espanyola dies abans de l'inici dels Jocs.
L'èxit més important a la història de la selecció espanyola va ser la victorià al Campionat Mundial de Bàsquet celebrat al Japó el 2006, guanyant la final (47-70). Pocs dies després d'este triomf aconsegueix el Premi Príncep d'Astúries dels Esports.
A més d'este campionat, la selecció va guanyar la medalla de plata als Jocs Olímpics de Los Angeles el 1984, com també hi va aconseguir huit medalles al Eurobasket: sis de plata i dos de bronze, i als Jocs Mediterranis va guanyar la medalla d'or el 1955, la de plata el 1987 i la de bronze el 2005.
L'any 2008 va guanyar la medalla de plata als Jocs Olímpics de Pequín en un partit contra els Estats Units (107-118). A l'Eurobasket del 2009 va guanyar la medalla d'or, després de jugar la final contra la selecció de Sèrbia amb el resultat de 85-63. I als Jocs Olímpics de Londres va guanyar la medalla de plata després de perdre a la final davant la selecció dels Estats Units d'Amèrica.

### Medallistes
| Jugadors | Total medalles | Jocs Olímpics | Jocs Olímpics | Mundobàsquet | Eurobàsquet       | Eurobàsquet       | Eurobàsquet |
| Jugadors | Total medalles | Argent        | Bronze        | Or           | Or                | Argent            | Bronze      |
| --- | -------------- | ------------- | ------------- | ------------ | ----------------- | ----------------- | ----------- |
| Emilio Alonso Arbeleche, Pedro Alonso Arbeleche, Joan Carbonell, Rafael Martín, Armand Maunier, Fernando Muscat, Cayetano Ortega i Rafael Ruano                                                                  | 1              |               |               |              |                   | 1935              |             |
| Clifford Luyk, Wayne Brabender, Nino Buscató, Vicente Ramos, Rafael Rullán, Manuel Flores, Luis Miguel Santillana, Carmelo Cabrera, Gonzalo Sagi-Vela, José Luis Sagi-Vela, Miguel Ángel Estrada i Enric Margall | 1              |               |               |              |                   | 1973              |             |
| Fernando Arcega i Juan Antonio San Epifanio | 3              | 1984          |               |              |                   | 1983              | 1991        |
| Andrés Jiménez, Fernando Martín, Fernando Romay, Josep Maria Margall, Juan Antonio Corbalán, Juan Domingo de la Cruz, Juan Manuel López Iturriaga i Nacho Solozábal                                              | 2              | 1984          |               |              |                   | 1983              |             |
| Chicho Sibilio i Joan Creus | 1              |               |               |              |                   | 1983              |             |
| José Luis Llorente i José Manuel Beirán | 1              | 1984          |               |              |                   |                   |             |
| Jordi Villacampa, Antonio Martín, Juan Antonio Orenga, Mike Hansen, Rafael Jofresa, Pep Cargol, Quique Andreu, Manel Bosch, José Miguel Antúnez i Silvano Bustos                                                 | 1              |               |               |              |                   |                   | 1991        |
| Carlos Jiménez | 6              | 2008          |               | 2006         |                   | 1999, 2003 i 2007 | 2001        |
| Alfonso Reyes | 3              |               |               |              |                   | 1999 i 2003       | 2001        |
| Rodrigo de la Fuente i Alberto Herreros | 2              |               |               |              |                   | 1999 i 2003       |             |
| Nacho Rodríguez | 2              |               |               |              |                   | 1999              | 2001        |
| Roberto Dueñas, Roger Esteller, Ignacio de Miguel, Alberto Angulo, Nacho Rodilla, Juan Ignacio Romero i Iván Corrales                                                                                            | 1              |               |               |              |                   | 1999              |             |
| Pau Gasol | 11             | 2008 i 2012   | 2016          | 2006         | 2009, 2011 i 2015 | 2003 i 2007       | 2001 i 2017 |
| Felipe Reyes | 10             | 2008 i 2012   | 2016          | 2006         | 2009, 2011 i 2015 | 2003 i 2007       | 2001        |
| Juan Carlos Navarro | 10             | 2008 i 2012   | 2016          | 2006         | 2009 i 2011       | 2003 i 2007       | 2001 i 2017 |
| Jorge Garbajosa | 6              | 2008          |               | 2006         | 2009              | 2003 i 2007       | 2001        |
| Raül López | 3              | 2008          |               |              | 2009              | 2001              |             |
| Chuck Kornegay, José Antonio Paraíso, Lucio Angulo i Paco Vázquez | 1              |               |               |              |                   |                   | 2001        |
| José Manuel Calderón | 8              | 2008 i 2012   | 2016          | 2006         | 2011              | 2003 i 2007       | 2013        |
| Roger Grimau, Carles Marco i Antonio Bueno | 1              |               |               |              |                   | 2003              |             |
| Rudy Fernández | 10             | 2008 i 2012   | 2016          | 2006 i 2019  | 2009, 2011 i 2015 | 2007              | 2013        |
| Marc Gasol | 9              | 2008 i 2012   |               | 2006 i 2019  | 2009 i 2011       | 2007              | 2013 i 2017 |
| Àlex Mumbrú | 5              | 2008          |               | 2006         | 2009              | 2007              | 2013        |
| Sergio Rodríguez | 7              | 2012          | 2016          | 2006         | 2015              | 2007              | 2013 i 2017 |
| Berni Rodríguez | 3              | 2008          |               | 2006         |                   | 2007              |             |
| Carlos Cabezas | 3              |               |               | 2006         | 2009              | 2007              |             |
| Ricky Rubio | 7              | 2008          | 2016          | 2019         | 2009 i 2011       |                   | 2013 i 2017 |
| Sergio Llull i Víctor Claver | 7              | 2012          | 2016          | 2019         | 2009, 2011 i 2015 |                   | 2013        |
| Fernando San Emeterio | 5              | 2012          |               |              | 2011 i 2015       |                   | 2013 i 2017 |
| Serge Ibaka i Víctor Sada | 2              | 2012          |               |              | 2011              |                   |             |
| Willy Hernangómez | 4              |               | 2016          | 2019         | 2015              |                   | 2017        |
| Nikola Mirotic | 2              |               | 2016          |              | 2015              |                   |             |
| Guillem Vives | 2              |               |               |              | 2015              |                   | 2017        |
| Pau Ribas | 2              |               |               | 2019         | 2015              |                   |             |
| Pablo Aguilar | 1              |               |               |              | 2015              |                   |             |
| Àlex Abrines | 2              |               | 2016          |              |                   |                   | 2017        |
| Pierre Oriola i Juancho Hernangómez | 2              |               |               | 2019         |                   |                   | 2017        |
| Joan Sastre | 1              |               |               |              |                   |                   | 2017        |
| Xavi Rabaseda, Quino Colom i Javier Beirán | 1              |               |               | 2019         |                   |                   |             |

## Evolució històrica
| Competició | Competició | Lloc | Seleccionador       | Equip                       | Equip            | Equip                | Equip            | Equip             | Equip              | Equip                   | Equip             | Equip                 | Equip             | Equip               | Equip             | Any  |
| Euro       | 1935       | 2a   | Mariano Manent      | Juan Carbonell              | Pedro Alonso     | Emilio Alonso        | Cayetano Ortega  | Rafael Ruano      | Rafael Martín      | Armando Maunier         | Fernando Muscat   |                       |                   |                     |                   | 1935 |
| ---------- | ---------- | ---- | ------------------- | --------------------------- | ---------------- | -------------------- | ---------------- | ----------------- | ------------------ | ----------------------- | ----------------- | --------------------- | ----------------- | ------------------- | ----------------- | ---- |
| Mundial    | 1950       | 9a   | Michael P. Rutzgis  | Ignacio Pinedo              | Arturo Imedio    | Jaume Bassó          | Andreu Oller     | Álvaro Salvadores | Joan Dalmau        | Julio Gámez             | Eduard Kucharski  | Ángel González        | Ángel Lozano      | Domingo Bárcenas    | Joan Ferrando     | 1950 |
| Euro       | 1959       | 15a  | Gabriel Alberti     | Emiliano Rodríguez          | Nino Buscató     | Joaquín Hernández    | Alfonso Martínez | José L. Martínez  | Francisco Capel    | Jordi Parra             | Josep Lluís       | Josep Brunet          | Joan Canals       | Francisco Borrell   | Artur Auladell    | 1959 |
| JJOO       | 1960       | 14a  | Eduardo Kucharsky   | Emiliano Rodríguez          | Nino Buscató     | Agustín Bertomeu     | Alfonso Martínez | José Nora         | Joaquín Enseñat    | Santiago Navarro        | Josep Lluís       | Jorge Guillén         | Chus Codina       | Miguel A. González  | Juan Martos       | 1960 |
| Euro       | 1961       | 13a  | Fernando Font       | Emiliano Rodríguez          | Nino Buscató     | Lolo Sainz           | Alfonso Martínez | José Nora         | Carlos Sevillano   | Santiago Navarro        | Josep Lluís       | Lorenzo Alocén        | Chus Codina       | Javier Sanjuán      | Juan Martos       | 1961 |
| Euro       | 1963       | 7a   | Joaquín Hernández   | Emiliano Rodríguez          | Nino Buscató     | Lolo Sainz           | Alfonso Martínez | Moncho Monsalve   | Carlos Sevillano   | José R. Ramos           | Josep Lluís       | Juan A. Martínez      | Chus Codina       | Miguel A. González  | Artur Auladell    | 1963 |
| Euro       | 1965       | 11a  | Pedro Ferrándiz     | Emiliano Rodríguez          | Nino Buscató     | Lolo Sainz           | Joan Fa          | Moncho Monsalve   | Carlos Sevillano   | José R. Ramos           | Josep Lluís       | Juan A. Martínez      | Juan B. Urberuaga | Miguel A. González  | Enric Margall     | 1965 |
| Euro       | 1967       | 10a  | Antonio Díaz-Miguel | Emiliano Rodríguez          | Nino Buscató     | José L. Sagi-Vela    | Alfonso Martínez | Moncho Monsalve   | Toncho Nava        | José R. Ramos           | Ramón Guardiola   | Ángel Serrano         | José Laso         | Carlos Luquero      | Enric Margall     | 1967 |
| JJOO       | 1968       | 7a   | Antonio Díaz-Miguel | Emiliano Rodríguez          | Nino Buscató     | José L. Sagi-Vela    | Alfonso Martínez | Clifford Luyk     | Toncho Nava        | Vicente Ramos           | Lorenzo Alocén    | Juan A. Martínez      | Chus Codina       | Luis C. Santiago    | Enric Margall     | 1968 |
| Euro       | 1969       | 5a   | Antonio Díaz-Miguel | Emiliano Rodríguez          | Nino Buscató     | José L. Sagi-Vela    | Alfonso Martínez | Clifford Luyk     | Toncho Nava        | Vicente Ramos           | Lorenzo Alocén    | Víctor M. Escorial    | Chus Codina       | Cristóbal Rodríguez | Enric Margall     | 1969 |
| Euro       | 1971       | 7a   | Antonio Díaz-Miguel | Emiliano Rodríguez          | Nino Buscató     | José L. Sagi-Vela    | Rafael Rullán    | Clifford Luyk     | Luis M. Santillana | Vicente Ramos           | Wayne Brabender   | Juan A. Martínez      | Joan Martínez     | Cristóbal Rodríguez | Enric Margall     | 1971 |
| JJOO       | 1972       | 11a  | Antonio Díaz-Miguel | Carmelo Cabrera             | Nino Buscató     | Juan A. Corbalán     | Rafael Rullán    | Clifford Luyk     | Luis M. Santillana | Vicente Ramos           | Wayne Brabender   | Jesús Iradier         | Miguel A. Estrada | Gonzalo Sagi-Vela   | Enric Margall     | 1972 |
| Euro       | 1973       | 2a   | Antonio Díaz-Miguel | Carmelo Cabrera             | Nino Buscató     | José L. Sagi-Vela    | Rafael Rullán    | Clifford Luyk     | Luis M. Santillana | Vicente Ramos           | Wayne Brabender   | Manuel Flores         | Miguel A. Estrada | Gonzalo Sagi-Vela   | Enric Margall     | 1973 |
| Mundial    | 1974       | 5a   | Antonio Díaz-Miguel | Carmelo Cabrera             | Juan A. Corbalán | José L. Sagi-Vela    | Rafael Rullán    | Clifford Luyk     | Luis M. Santillana | Vicente Ramos           | Wayne Brabender   | Manuel Flores         | Miguel A. Estrada | Cristóbal Rodríguez | Jesús Iradier     | 1974 |
| Euro       | 1975       | 4a   | Antonio Díaz-Miguel | Carmelo Cabrera             | Juan A. Corbalán | Miguel López         | Rafael Rullán    | Clifford Luyk     | Luis M. Santillana | Joan Filbá              | Wayne Brabender   | Manuel Flores         | Miguel A. Estrada | Cristóbal Rodríguez | Jesús Iradier     | 1975 |
| Euro       | 1977       | 9a   | Antonio Díaz-Miguel | Carmelo Cabrera             | Juan A. Corbalán | Juan D. de la Cruz   | Rafael Rullán    | Josep M. Margall  | Luis M. Santillana | Joan Filbá              | Wayne Brabender   | Manuel Flores         | Luis M. Prada     | Gonzalo Sagi-Vela   | Juan R. Fernández | 1977 |
| Euro       | 1979       | 6a   | Antonio Díaz-Miguel | Juan A. San Epifanio, "Epi" | Juan A. Corbalán | Juan D. de la Cruz   | Rafael Rullán    | Josep M. Margall  | Luis M. Santillana | Juan M. López Iturriaga | Wayne Brabender   | Manuel Flores         | Joaquim Costa     | José L. Llorente    | Pedro C. Ansa     | 1979 |
| JJOO       | 1980       | 4a   | Antonio Díaz-Miguel | Juan A. San Epifanio, "Epi" | Juan A. Corbalán | Juan D. de la Cruz   | Chicho Sibilio   | Josep M. Margall  | Luis M. Santillana | Juan M. López Iturriaga | Wayne Brabender   | Manuel Flores         | Nacho Solozábal   | José L. Llorente    | Fernando Romay    | 1980 |
| Euro       | 1981       | 4a   | Antonio Díaz-Miguel | Juan A. San Epifanio, "Epi" | Juan A. Corbalán | Juan D. de la Cruz   | Rafael Rullán    | Josep M. Margall  | Fernando Martín    | Chicho Sibilio          | Wayne Brabender   | Manuel Flores         | Nacho Solozábal   | Joaquim Costa       | Fernando Romay    | 1981 |
| Mundial    | 1982       | 4a   | Antonio Díaz-Miguel | Juan A. San Epifanio, "Epi" | Juan A. Corbalán | Juan D. de la Cruz   | Chicho Sibilio   | Josep M. Margall  | Fernando Martín    | Juan M. López Iturriaga | Wayne Brabender   | Andrés Jiménez        | Nacho Solozábal   | Joaquim Costa       | Fernando Romay    | 1982 |
| Euro       | 1983       | 2a   | Antonio Díaz-Miguel | Juan A. San Epifanio, "Epi" | Juan A. Corbalán | Juan D. de la Cruz   | Chicho Sibilio   | Josep M. Margall  | Fernando Martín    | Juan M. López Iturriaga | Fernando Arcega   | Andrés Jiménez        | Nacho Solozábal   | Chichi Creus        | Fernando Romay    | 1983 |
| JJOO       | 1984       | 2a   | Antonio Díaz-Miguel | Juan A. San Epifanio, "Epi" | Juan A. Corbalán | Juan D. de la Cruz   | José M. Beirán   | Josep M. Margall  | Fernando Martín    | Juan M. López Iturriaga | Fernando Arcega   | Andrés Jiménez        | Nacho Solozábal   | José L. Llorente    | Fernando Romay    | 1984 |
| Euro       | 1985       | 4a   | Antonio Díaz-Miguel | Juan A. San Epifanio, "Epi" | Jordi Villacampa | Juan D. de la Cruz   | Chicho Sibilio   | Josep M. Margall  | Fernando Martín    | Juan M. López Iturriaga | Vicente Gil       | Andrés Jiménez        | Joaquim Costa     | José L. Llorente    | Fernando Romay    | 1985 |
| Mundial    | 1986       | 5a   | Antonio Díaz-Miguel | Juan A. San Epifanio, "Epi" | Jordi Villacampa | Juan D. de la Cruz   | Chicho Sibilio   | Josep M. Margall  | Fernando Martín    | Chichi Creus            | Fernando Arcega   | Andrés Jiménez        | Nacho Solozábal   | Joaquim Costa       | Fernando Romay    | 1986 |
| Euro       | 1987       | 4a   | Antonio Díaz-Miguel | Juan A. San Epifanio, "Epi" | Jordi Villacampa | Ferrán Martínez      | Chicho Sibilio   | Josep M. Margall  | José A. Montero    | Paco Zapata             | Fernando Arcega   | Andrés Jiménez        | Nacho Solozábal   | José A. Arcega      | Fernando Romay    | 1987 |
| JJOO       | 1988       | 8a   | Antonio Díaz-Miguel | Juan A. San Epifanio, "Epi" | Jordi Villacampa | Ferrán Martínez      | Quique Andreu    | Josep M. Margall  | José A. Montero    | José Biriukov           | Fernando Arcega   | Andrés Jiménez        | Nacho Solozábal   | José L. Llorente    | Antonio Martín    | 1988 |
| Euro       | 1989       | 5a   | Antonio Díaz-Miguel | Juan A. San Epifanio, "Epi" | Manuel Aller     | Ferrán Martínez      | Quique Andreu    | Pablo Laso        | José A. Montero    | José Biriukov           | Juan A. Morales   | Andrés Jiménez        | Quique Villalobos | José A. Arcega      | Rafael Vecina     | 1989 |
| Mundial    | 1990       | 10a  | Antonio Díaz-Miguel | Paco Zapata                 | Jordi Villacampa | Ferrán Martínez      | Quique Andreu    | Manel Bosch       | José A. Montero    | José M. Antúnez         | Alberto Herreros  | Andrés Jiménez        | Rafael Jofresa    | José A. Arcega      | Fernando Romay    | 1990 |
| Euro       | 1991       | 3a   | Antonio Díaz-Miguel | Juan A. San Epifanio "Epi"  | Jordi Villacampa | Mike Hansen          | Quique Andreu    | Manel Bosch       | Juan A. Orenga     | José M. Antúnez         | Fernando Arcega   | Silvano Bustos        | Rafael Jofresa    | Pep Cargol          | Antonio Martín    | 1991 |
| JJOO       | 1992       | 9a   | Antonio Díaz-Miguel | Juan A. San Epifanio "Epi"  | Jordi Villacampa | Xavi Fernández       | Quique Andreu    | Tomás Jofresa     | Juan A. Orenga     | José Biriukov           | Alberto Herreros  | Andrés Jiménez        | Rafael Jofresa    | José A. Arcega      | Santiago Aldama   | 1992 |
| Euro       | 1993       | 5a   | Lolo Sainz          | Juan A. San Epifanio "Epi"  | Jordi Villacampa | Ferrán Martínez      | Nacho Azofra     | Tomás Jofresa     | Juan A. Orenga     | Xavi Crespo             | Alberto Herreros  | Andrés Jiménez        | Rafael Jofresa    | Juan A. Morales     | Antonio Martín    | 1993 |
| Mundial    | 1994       | 10a  | Lolo Sainz          | Juan A. San Epifanio "Epi"  | Jordi Villacampa | Ferrán Martínez      | Quique Andreu    | Pablo Laso        | Juan A. Orenga     | José M. Antúnez         | Alberto Herreros  | Andrés Jiménez        | Rafael Jofresa    | Pep Cargol          | Rafael Vecina     | 1994 |
| Euro       | 1995       | 6a   | Lolo Sainz          | Mike Smith                  | Nacho Rodríguez  | Ferrán Martínez      | José L. Galilea  | Pablo Laso        | Juan A. Orenga     | Alberto Angulo          | Alberto Herreros  | Alfonso Reyes         | Xavi Fernández    | Fran Murcia         | Antonio Martín    | 1995 |
| Euro       | 1997       | 5a   | Lolo Sainz          | Mike Smith                  | Nacho Rodríguez  | Ferrán Martínez      | Roger Esteller   | Tomás Jofresa     | Juan A. Orenga     | Alberto Angulo          | Alberto Herreros  | Alfonso Reyes         | Rafael Jofresa    | José A. Paraíso     | Roberto Dueñas    | 1997 |
| Mundial    | 1998       | 5a   | Lolo Sainz          | Carlos Jiménez              | Nacho Rodríguez  | Rodrigo de la Fuente | Nacho Azofra     | Iñaki de Miguel   | Juan A. Orenga     | Alberto Angulo          | Alberto Herreros  | Alfonso Reyes         | Nacho Rodilla     | José A. Paraíso     | Roberto Dueñas    | 1998 |
| Euro       | 1999       | 2a   | Lolo Sainz          | Carlos Jiménez              | Nacho Rodríguez  | Rodrigo de la Fuente | Roger Esteller   | Iñaki de Miguel   | Juan I. Romero     | Alberto Angulo          | Alberto Herreros  | Alfonso Reyes         | Nacho Rodilla     | Iván Corrales       | Roberto Dueñas    | 1999 |
| JJOO       | 2000       | 9a   | Lolo Sainz          | Carlos Jiménez              | Nacho Rodríguez  | Rodrigo de la Fuente | Juan C. Navarro  | Iñaki de Miguel   | Raül López         | Alberto Angulo          | Alberto Herreros  | Alfonso Reyes         | Jorge Garbajosa   | Johnny Rogers       | Roberto Dueñas    | 2000 |
| Euro       | 2001       | 3a   | Javier Imbroda      | Carlos Jiménez              | Nacho Rodríguez  | Paco Vázquez         | Juan C. Navarro  | Chuck Kornegay    | Raül López         | Felipe Reyes            | José A. Paraíso   | Alfonso Reyes         | Jorge Garbajosa   | Pau Gasol           | Lucio Angulo      | 2001 |
| Mundial    | 2002       | 5a   | Javier Imbroda      | Carlos Jiménez              | Nacho Rodríguez  | Oriol Junyent        | Juan C. Navarro  | Carles Marco      | José M. Calderón   | Felipe Reyes            | José A. Paraíso   | Alfonso Reyes         | Jorge Garbajosa   | Pau Gasol           | Lucio Angulo      | 2002 |
| Euro       | 2003       | 2a   | Moncho Löpez        | Carlos Jiménez              | Roger Grimau     | Rodrigo de la Fuente | Juan C. Navarro  | Carles Marco      | José M. Calderón   | Felipe Reyes            | Alberto Herrerros | Alfonso Reyes         | Jorge Garbajosa   | Pau Gasol           | Antonio Bueno     | 2003 |
| JJOO       | 2004       | 7a   | Mario Pesquera      | Carlos Jiménez              | Rudy Fernández   | Rodrigo de la Fuente | Juan C. Navarro  | Jaume Comas       | José M. Calderón   | Felipe Reyes            | Iker Iturbe       | Óscar Yebra           | Jorge Garbajosa   | Pau Gasol           | Roberto Dueñas    | 2004 |
| Euro       | 2005       | 4a   | Mario Pesquera      | Carlos Jiménez              | Rudy Fernández   | Fran Vázquez         | Juan C. Navarro  | Iñaki de Miguel   | José M. Calderón   | Felipe Reyes            | Iker Iturbe       | Carlos Cabezas        | Jorge Garbajosa   | Sergi Vidal         | Sergio Rodríguez  | 2005 |
| Mundial    | 2006       | 1a   | Pepu Hernández      | Carlos Jiménez              | Rudy Fernández   | Berni Rodríguez      | Juan C. Navarro  | Marc Gasol        | José M. Calderón   | Felipe Reyes            | Álex Mumbrú       | Carlos Cabezas        | Jorge Garbajosa   | Pau Gasol           | Sergio Rodríguez  | 2006 |
| Euro       | 2007       | 2a   | Pepu Hernández      | Carlos Jiménez              | Rudy Fernández   | Berni Rodríguez      | Juan C. Navarro  | Marc Gasol        | José M. Calderón   | Felipe Reyes            | Álex Mumbrú       | Carlos Cabezas        | Jorge Garbajosa   | Pau Gasol           | Sergio Rodríguez  | 2007 |
| JJOO       | 2008       | 2a   | Aíto Gª Reneses     | Carlos Jiménez              | Rudy Fernández   | Ricky Rubio          | Juan C. Navarro  | Marc Gasol        | José M. Calderón   | Felipe Reyes            | Álex Mumbrú       | Berni Rodríguez       | Jorge Garbajosa   | Pau Gasol           | Raül López        | 2008 |
| Euro       | 2009       | 1a   | Sergio Scariolo     | Sergio Llull                | Rudy Fernández   | Ricky Rubio          | Juan C. Navarro  | Marc Gasol        | Víctor Claver      | Felipe Reyes            | Álex Mumbrú       | Carlos Cabezas        | Jorge Garbajosa   | Pau Gasol           | Raül López        | 2009 |
| Mundial    | 2010       | 6a   | Sergio Scariolo     | Sergio Llull                | Rudy Fernández   | Ricky Rubio          | Juan C. Navarro  | Marc Gasol        | Víctor Claver      | Felipe Reyes            | Álex Mumbrú       | Fernando San Emeterio | Jorge Garbajosa   | Fran Vázquez        | Raül López        | 2010 |
| Euro       | 2011       | 1a   | Sergio Scariolo     | Sergio Llull                | Rudy Fernández   | Ricky Rubio          | Juan C. Navarro  | Marc Gasol        | José M Calderón    | Felipe Reyes            | Serge Ibaka       | Fernando San Emeterio | Víctor Claver     | Pau Gasol           | Víctor Sada       | 2011 |
| JJOO       | 2012       | 2a   | Sergio Scariolo     | Sergio Llull                | Rudy Fernández   | Sergio Rodríguez     | Juan C. Navarro  | Marc Gasol        | José M Calderón    | Felipe Reyes            | Serge Ibaka       | Fernando San Emeterio | Víctor Claver     | Pau Gasol           | Víctor Sada       | 2012 |
| Euro       | 2013       | 3a   | Juan A. Orenga      | Sergio Llull                | Rudy Fernández   | Ricky Rubio          | Pablo Aguilar    | Marc Gasol        | José M Calderón    | Xavi Rey                | Álex Mumbrú       | Fernando San Emeterio | Víctor Claver     | Germán Gabriel      | Sergio Rodríguez  | 2013 |
| Mundial    | 2014       | 5a   | Juan A. Orenga      | Sergio Llull                | Rudy Fernández   | Ricky Rubio          | Juan C. Navarro  | Marc Gasol        | José M Calderón    | Felipe Reyes            | Serge Ibaka       | Àlex Abrines          | Víctor Claver     | Pau Gasol           | Sergio Rodríguez  | 2014 |
| Euro       | 2015       | 1a   | Sergio Scariolo     | Sergio Llull                | Rudy Fernández   | Pau Ribas            | Pablo Aguilar    | Nikola Mirotic    | Guillem Vives      | Felipe Reyes            | Willy Hernangómez | Fernando San Emeterio | Víctor Claver     | Pau Gasol           | Sergio Rodríguez  | 2015 |
| JJOO       | 2016       | 3a   | Sergio Scariolo     | Sergio Llull                | Rudy Fernández   | Ricky Rubio          | Juan C. Navarro  | Nikola Mirotic    | José M. Calderón   | Felipe Reyes            | Willy Hernangómez | Àlex Abrines          | Víctor Claver     | Pau Gasol           | Sergio Rodríguez  | 2016 |
| Euro       | 2017       | 3a   | Sergio Scariolo     | Álex Abrines                | Joan Sastre      | Ricky Rubio          | Juan C. Navarro  | Marc Gasol        | Pierre Oriola      | Juancho Hernangómez     | Willy Hernangómez | Fernando San Emeterio | Guillem Vives     | Pau Gasol           | Sergio Rodríguez  | 2017 |
| Mundial    | 2019       | 1a   | Sergio Scariolo     | Sergio Llull                | Rudy Fernández   | Ricky Rubio          | Pau Ribas        | Marc Gasol        | Pierre Oriola      | Juancho Hernangómez     | Willy Hernangómez | Xavi Rabaseda         | Víctor Claver     | Quino Colom         | Javier Beirán     | 2019 |

## Selecció femenina
La secció femenina de la selecció espanyola no va aconseguir classificar-se per a mundials fins al Campionat mundial de bàsquet femení celebrat el 1994 a Austràlia, després de guanyar l'Europeu de Perusa el 1993, però des de llavors no sols es va classificar per als tres campionats següents, sinó que també va aconseguir un vuitena posició al Campionat mundial de bàsquet femení de 1994 celebrat a Australia, i dues cinquenes posicions consecutives al Campionat d'Alemanya 1998 i Xina 2002. La secció femenina de la selecció espanyola ocupa el sisé lloc al rànquing de la FIBA.
A més de l'or al campionat europeu de 1993, la selecció femenina va guanyar la medalla de plata a l'europeu del Campionat Europeu de Bàsquet Femení de 2007 i tres bronzes europeus consecutius el 2001, 2003 i 2005, com també un altre bronze als Jocs Mediterranis de 2005.

## Altres seleccions
La Federació Espanyola de Bàsquet hi té, també, una Selecció Espanyola Sènior, a més de les seleccions com les "Sènior B", "sub-20", "sub-18", "sub-16" i "sub-15" (masculines i femenines). A la secció femenina, també hi ha una categoria més, la "sub-19".

## Controvèrsia
Actualment està formada en gran part per jugadors de la província de Barcelona, que no poden jugar amb la selecció catalana de basquetbol, ja que no està reconeguda internacionalment, tot i l'ampli suport d'una part de la població per tal que hi hagi seleccions catalanes. Segons la Llei espanyola 10/1990 de 15 d'octubre de l'Esport, al seu article 8, és competència del Consejo Superior de Deportes autoritzar la inscripció en les corresponents federacions de caràcter internacional, com la FIBA, de les federacions espanyoles, sota l'aprovació del Ministeri d'Afers Exteriors; també té la competència de permetre la participació de les seleccions espanyoles a competicions internacionals.
Pel que fa a Catalunya, la competència és del Parlament de Catalunya que té competències plenes en matèria d'esport i que va legislar el 31 de juliol del 2000 al respecte, on en el seu article 19.1 diu textualment "Les federacions esportives catalanes poden sol·licitar la integració com a membres de les corresponents federacions d'àmbits supraautonòmics i en altres entitats als efectes de participar, desenvolupar i organitzar activitats esportives en aquests àmbits, en els termes que estableixin les respectives normes estatutàries i llur aplicació" Respecte a la Unió de Federacions Esportives de Catalunya diu a l'article 25.2 "La promoció de la institucionalització de competicions i activitats interautonòmiques o internacionals que permetin la projecció exterior de Catalunya", essent així, i com que les federacions internacionals es tracten d'entitats regulades pel dret privat, des de l'any 2000 més de 20 seleccions catalanes han estat admeses en les respectives federacions internacionals. El Consejo Superior de Deportes i la federació espanyola permeten a les seleccions catalanes disputar partits, encara que eviten que juguin contra la selecció estatal o a dates designades per partits de les seleccions membres de la FIFA.